# Scindapsus latifolius
Scindapsus latifolius  M.Hotta – gatunek wieloletnich, wiecznie zielonych pnączy z rodziny obrazkowatych, pochodzących z Borneo.